# Anderson County (Texas)
Anderson County ist ein County im Bundesstaat Texas der Vereinigten Staaten. Der Sitz der County-Verwaltung (County Seat) befindet sich in Palestine. Das County wurde 1836 gegründet, ist ländlich geprägt und hatte 2020 eine Einwohneranzahl von 57.922.

## Geografie

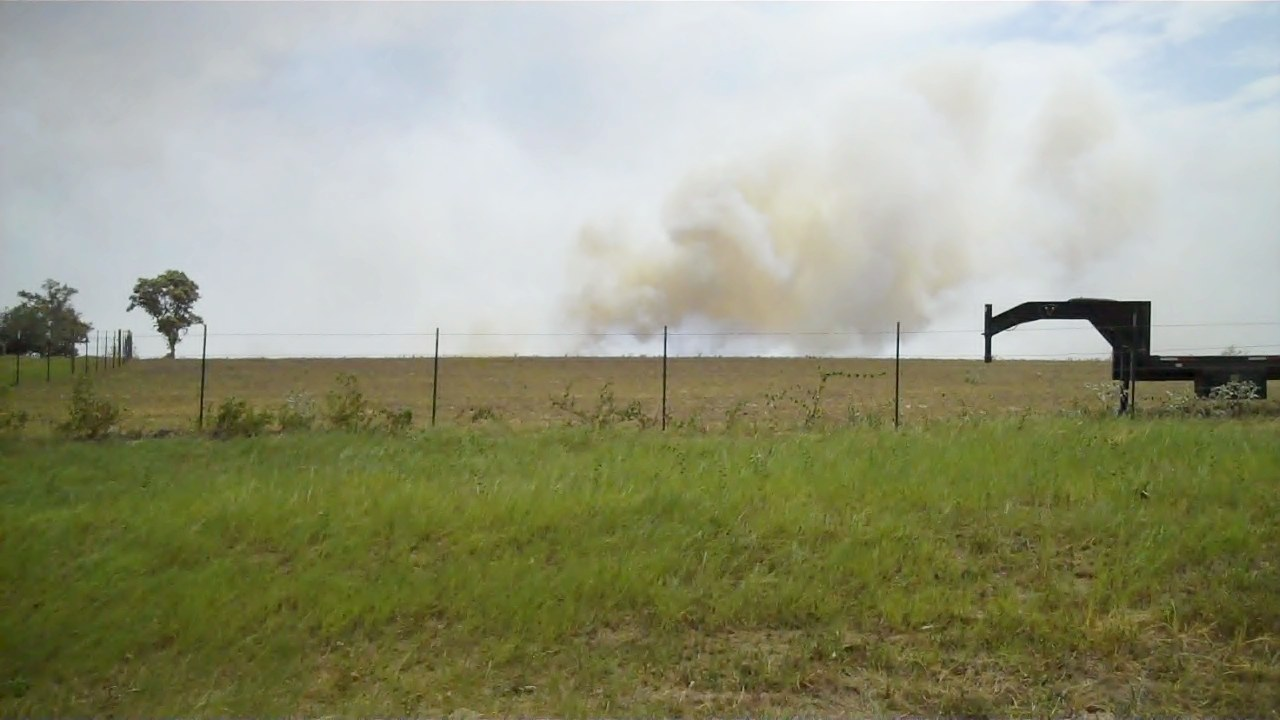
Nördliches Zentrum Anderson County: Bodenerneuerung durch Gras-Abbrennung

Anderson County liegt in Osttexas, zwischen dem Trinity River und dem Neches River. Es grenzt im Uhrzeigersinn an folgende Countys: Henderson County, Cherokee County, Houston County, Leon County, Freestone County und Navarro County. Die Entfernung zur Grenze zu Louisiana beträgt rund 150 Kilometer, die zu den texanischen Zentren Austin, Dallas und Houston jeweils rund 200 Kilometer. Das County hat eine Fläche von 2792 Quadratkilometern; 19 davon sind Wasserfläche. Geografisch liegt es am Rand der Übergangszone zwischen der waldreichen East Texas Timberland-Region westlich des Sabine River und der offeneren Prärielandschaft von Zentraltexas. Das Gelände ist hügelig und weist Höhen von 60 bis 200 m auf. Entwässert wird es im Westteil vom Trinity River und seinen Zuflüssen Massey Lake, Mansion Creek und Keechie Creek, im Ostteil vom Neches River und seinen Zuflüssen Hurricane Creek, Lone Creek und Brushy Creek. Der westliche, der zentraltexanischen Präriezone zuzurechnende Teil wird für Weidewirtschaft genutzt, der waldreiche Osten für Holzwirtschaft. Der Boden gilt als fruchtbar; an mineralischen Ressourcen verfügt die Region über Öl, Gas sowie Eisenerz.
Klimatisch herrschen gemäßigt subtropische Verhältnisse vor mit vergleichsweise milden Wintern und heißen Sommern. Die durchschnittlichen Temperaturen liegen im Januar bei unter 10 °C, im Juli und August bei unter 30 °C. Die Niederschlagsmenge bewegt sich im Jahresdurchschnitt um die 80 mm pro Monat. Im Mai und Oktober liegt sie bei über 100, im Juli und August sinkt sie auf rund 60 mm ab.
Mittelpunkt des Countys ist die Stadt Palestine. Den Status Ortschaft (engl.: Town) haben Frankston an der nördlichen und Elkhart an der südlichen County-Grenze. In Frankston leben rund 1200 Einwohner, in Elkhart rund 1300 und in Palestine rund 18.000. Hinzu kommen rund zwei Dutzend Unicorporated Areas – Gemeindungen, die lediglich aus verwaltungstechnischen Gründen existieren. Wichtige Verbindungsstraßen sind die US-Highways 79, 84, 175 und 287 sowie die State Highways 19, 155 und 294. Mit Ausnahme des an der südlichen County-Grenze entlangführenden State Highway 294 ist das aufgeführte Straßennetz netzförmig auf die County-Hauptstadt Palestine ausgerichtet. Im östlichen County-Teil befindet sich das Neches River National Wildlife Refuge – ein vom United States Fish and Wildlife Service ausgewiesenes Naturschutzgebiet.

## Geschichte

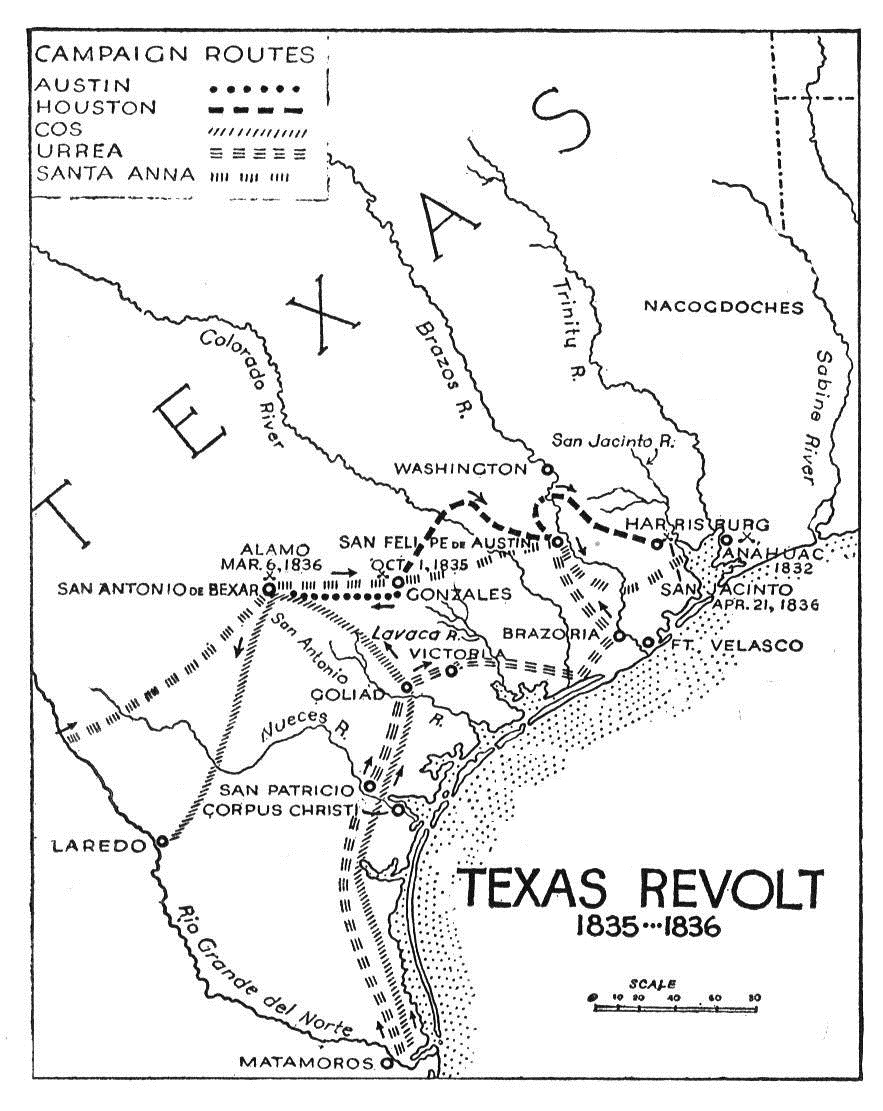
Ost- und Zentraltexas zur Zeit des Texanischen Unabhängigkeitskriegs

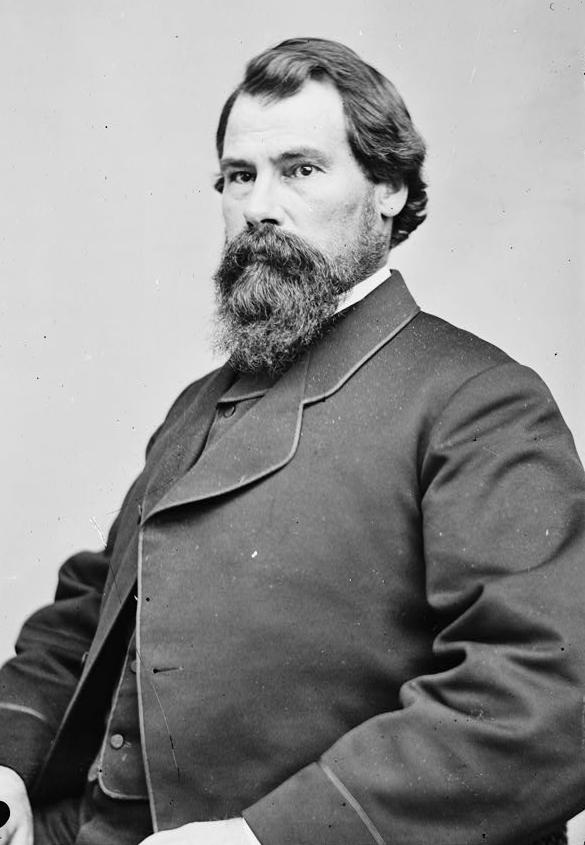
John H. Reagan (ca. 1860–1865)

Im 18. Jahrhundert war die Region von unterschiedlichen Indianerstämmen bewohnt – darunter Tawakoni, Kickapoo und andere, zur Großfamilie der Wichita-Völker gehörende Stämme. 1826 erhielt David G. Burnet von der mexikanischen Regierung eine Besiedlungserlaubnis für das Gebiet. Die ersten texanischen Siedler ließen sich zu Anfang der 1830er-Jahre in der Region nieder. 1835 wurde südwestlich des heutigen Palestine Fort Houston erbaut. Während des Feldzugs von General Antonio López de Santa Anna zur Niederschlagung des Texanischen Unabhängigkeitskampfes wurde auch die Region in Mitleidenschaft gezogen. Viele Siedler der westlich angrenzenden Gebiete zogen sich nach Fort Houston zurück – auch aufgrund von Indianerattacken. Am 19. Mai 1836 griffen Comanche und Kiowa das im Limestone County gelegene Fort Parker an und töteten beziehungsweise entführten eine Reihe derjenigen, die sich nicht nach Fort Houston oder an andere Orte in Sicherheit gebracht hatten. Unter letzteren befand sich auch Cynthia Ann Parker – die Mutter des letzten Comanche-Kriegshäuptlings Quanah Parker. Eine Strafexpedition unter General Thomas J. Rush im Jahr 1838 beendete schließlich die Indianerkämpfe in Osttexas.
In den 1840ern schritt die Besiedlung des Gebiets voran. Am 24. März 1846 wurde Anderson County aus Teilen des Houston County neu geschaffen. Benannt wurde es nach Kenneth Lewis Anderson, dem letzten Vizepräsidenten der Republik Texas. Als Verwaltungssitz wurde ein Areal in der Nähe von Fort Houston bestimmt – das heutige Palestine. Die Stadt begann mit einem Postamt und dem Plan für einen Gerichtssitz; 1848 zählte sie 210 Einwohner. Die neugegründete Stadt entwickelte sich jedoch bald zum dominierenden Zentrum des neuen Bezirks; bereits 40 Jahre zählte sie fast 6000 Bewohner. Im County stieg die Bewohnerschaft von 1850 bis 1860 von 2.884 auf 10.398 an; die Anzahl unfreier Sklaven erhöhte sich im selben Zeitraum von rund 600 auf 3.668. Die meisten Zuzügler kamen aus den Südstaaten sowie aus Missouri. Wirtschaftlich bildete Landwirtschaft den Schwerpunkt – darunter die Produktion von Baumwolle. Während des Bürgerkriegs unterstützte die Bewohnerschaft des County fast einhellig die Sache der Konföderation. Der aus Palestina stammende John H. Reagan war als Postminister Kabinettsmitglied der Konföderierten Regierung. Wie in vielen anderen Südstaaten-Regionen leistete auch die Bewohnerschaft des Anderson County gegen die Politik der Rekonstruktion und die damit verbundene Umsetzung der Sklavenemanzipation hinhaltenden Widerstand.
In den 1870ern und 1880ern wurde das County weiter erschlossen. Eine wichtige Infrastrukturmaßnahme war der Anschluss an das überregionale Eisenbahnnetz – speziell die Etablierung direkter Verbindungen zu den Golfküste-Zentren Houston und Galveston. Eine von Richter Reagan initiierte Anleihe von 150.000 US-Dollar gewährleistete die Ansiedlung von Maschinen- und Reparaturwerkstätten sowie des Generalbüros der texanischen International–Great Northern Railroad in Palestine. Die Stadt – untergliedert in die beiden Teile Old Town und New Town – verfügte mittlerweile über ein Geschäftsviertel, mehrere Schulen, eine Reihe von Mühlen und Baumwollspinnereien, ein Theater, ein Wasserwerk, eine Feuerwehr, zwei private Banken sowie mehrere Kirchen – von denen zwei für Afroamerikaner reserviert waren. Die Einwohnerschaft des Landkreises stieg von einem Tief am Ende des Bürgerkriegs (9229) auf über 20.000 im Jahr 1890 und fast 30.000 zehn Jahre später. Das Zahlenverhältnis zwischen weißen und schwarzen Bewohnern, das nach dem Bürgerkrieg fast gleich gewesen war, kehrte sich langsam zugunsten der weißen Mehrheit um: Im Jahr 1940 betrug diese 68 Prozent. In ökonomischer Hinsicht war bis in die 1940er-Jahre Landwirtschaft die Haupterwerbsquelle. Hauptprodukte waren Mais, Baumwolle, Süßkartoffeln, Heu sowie – ab den 1920ern – Erdnüsse. Die Holzindustrie im östlichen County-Teil gewann ab den 1930ern zunehmend an Bedeutung. Hinzu kam die Förderung von Erdöl und Erdgas. Die lokale Erdölförderung setzte in den 1910ern und 1920ern ein. Der Erdöl-Boom war ein wesentlicher Faktor dafür, dass die Auswirkungen der Great Depression im Anderson County weniger gravierend ausfielen als anderswo.
Nach dem Zweiten Weltkrieg siedelten sich zunehmend auch Firmen aus dem Fertigungsbereich in der Region an. Die Quote der Personen mit abgeschlossener Schulausbildung erhöhte sich von 24 Prozent im Jahr 1950 auf 51 Prozent im Jahr 1980.

## Demografie und Politik
Die Einwohneranzahl des County ist seit seiner im Gründung 19. Jahrhundert stetig gestiegen – von knapp 2.900 im Jahr 1850 auf rund 58.000 im Jahr 2010. Rückläufig war sie im Verlauf dieser Entwicklung zweimal: einmal nach dem Ende des Bürgerkriegs und einmal in den 1960er- und 1970er-Jahren. Laut den Daten des United States Census Bureau aus dem Jahr 2016 betrug die Einwohnerzahl des County 57.772 Personen. 35.381 davon waren männlich, 22.391 weiblich; mit einem Männer-Überschuss von 61,1 % zu 38,8 % wich das Geschlechterverhältnis deutlich vom US-amerikanischen Durchschnitt (49,2 % zu 50,8 %) ab. 46.581 Einwohner waren älter als 18 Jahre, 11.191 Einwohner Kinder oder Jugendliche, 7.919 Einwohner älter als 65 Jahre. Der Altersmedian betrug 38,9 Jahre. 34.680 oder 60 % der Befragten bezeichneten sich als Weiße, 12.246 oder 21,2 % als Afroamerikaner, 336 oder 0,6 % als Asiatisch-stämmig; 206 oder 0,4 % klassifizierten ihre ethnische Zugehörigkeit als nordamerikanische Indianer. 496 oder 0,9 % gaben an, zwei oder mehr Ethnien angezugehören. Unabhängig von der Frage zur Zensus-Deklaration Race bezeichneten sich 9.799 Einwohner (15 %) als Hispanic oder Latino.
Laut Quickfacts-Infos auf census.gov betrug das Medianeinkommen pro Haushalt 42.146 US-Dollar (USD). Die ermittelten Medianwerte liegen sowohl unter denen des Bundesstaates Texas (51.900 US-Dollar) als auch denen der USA insgesamt (53.000 US-Dollar). Als Personen, die in Armut leben, wies der Zensus 20,5 % aus, als Personen ohne Krankenversicherung 19,1 %.
Politisch weist Anderson County die typischen Präferenzen ländlich gelegener Südstaaten-Bezirke auf. Ebenso wie der Bundesstaat war auch Anderson County eine Hochburg der Demokraten. Bis zur Wahl 1948 gingen demokratische Kandidaten bei fast jeder Präsidentschaftswahl als Sieger hervor. Ausnahmen waren lediglich die Jahre 1924 und 1928, als die Republikaner Calvin Coolidge und Herbert Hoover die Stimmenmehrheit gewannen. Ab der Eisenhower-Wahl 1952 stimmte der Bezirk bei fast allen Wahlen republikanisch. Ausnahmen von der neuen Präferenz waren lediglich die Wahlen 1964, 1968 und 1976, als die Demokraten Lyndon B. Johnson, Hubert Humphrey und Jimmy Carter antraten. Verglichen mit den Wahlergebnissen im Gesamt-Bundesstaat fielen die Wahlergebnisse für die republikanischen Kandidaten um 10 bis 20 Prozent höher aus: Bei der zweiten Bush-Wahl 2004 erhielt George W. Bush im County rund 71 % der Wählerstimmen (in Gesamt-Texas: 61 Prozent). John McCain und Mitt Romney erhielten als Gegenkandidaten von Barack Obama 2008 und 2012 71 beziehungsweise 76 Prozent der Stimmen (in Gesamt-Texas: 55 beziehungsweise 57 Prozent). Donald Trump erhielt 2016 im County 78 Prozent der Stimmen, in Gesamt-Texas hingegen 52.

## Wirtschaft, Beschäftigung und Bildung

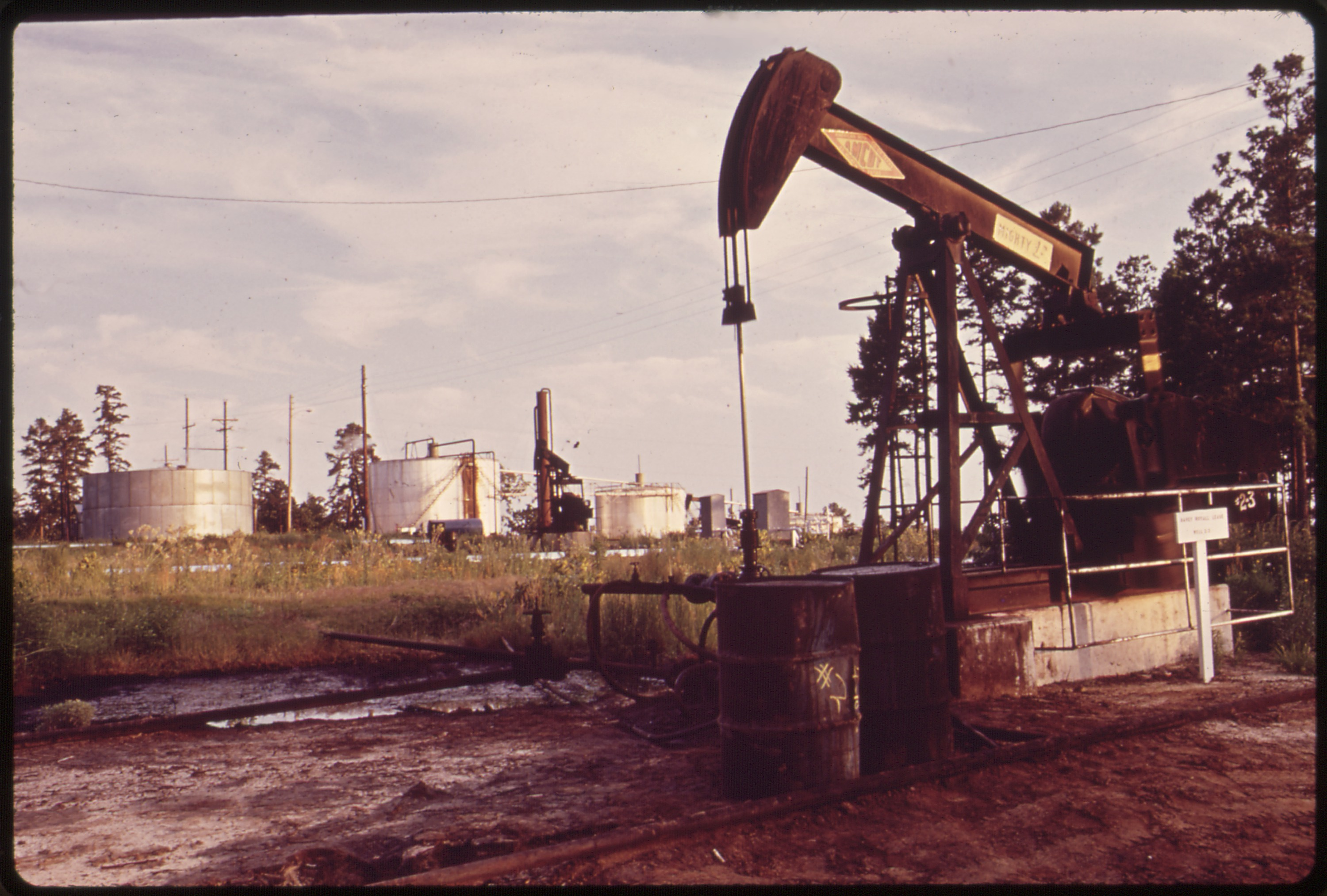
Kimball Ölfeld bei Palestine (1992)

Red Brick Schoolhouse in Palestine (1933)

Die Landwirtschaft ist nach wie vor ein bedeutender Wirtschaftsfaktor. 2002 waren 1.735 Farm- und Ranch-Betriebe im County ansässig. In Beschlag nahmen sie eine Gesamtfläche von knapp 1480 Quadratkilometer, von denen 37 Prozent auf Landwirtschaft, 35 Prozent auf Viehzucht und 24 Prozent auf Forstwirtschaft entfielen. Ebenfalls ein konstanter Wirtschaftsfaktor ist die Öl- und Gasproduktion, deren Volumen in den 1970er- und 1980er-Jahren weiter angestiegen war. Das verarbeitende Gewerbe – speziell in den Bereichen Glasbehälter, Bekleidung, Autoteile, Metall- und Holzprodukte, Aluminium sowie Möbel – wies im Jahr 1980 einen Anteil von mehr als 55 Prozent der Beschäftigten aus. Auch andere Sektoren wie Transport, Einzel- und Großhandel, Finanzen sowie Dienstleistungen sind mittlerweile zum Wirtschaftsfaktor avanciert. Ein wichtiger Arbeitgeber im County ist darüber hinaus das Texas Department of Criminal Justice, welches im County fünf Haftanstalten betreibt und rund 3.500 Personen beschäftigt.
Den Volkszählungs-Angaben zufolge haben mehr als 64 Prozent der County-Einwohner einen High-School- und mehr als 11 Prozent einen College-Abschluss. Das öffentliche Schulsystem gliedert sich auf die im County ansässigen unabhängigen Schulbezirke Cayuga, Neches, Palestine (rund 3.500 Schüler), Slocum und Weltwood auf. Hinzu kommen die unabhängigen Schulbezirke Athens, Elkhart, Frankston und La Poynor, die Gebiete außerhalb des County mitbedienen oder Schüler aus dem County unterrichten. Ein Teil der aufgeführten Schulsysteme – darunter auch dasjenige der Bezirkshauptstadt Palestine – wird vom bundesstaatlichen Ranking als „academically acceptable“ klassifiziert.

## Medien, Kultur und Sehenswürdigkeiten

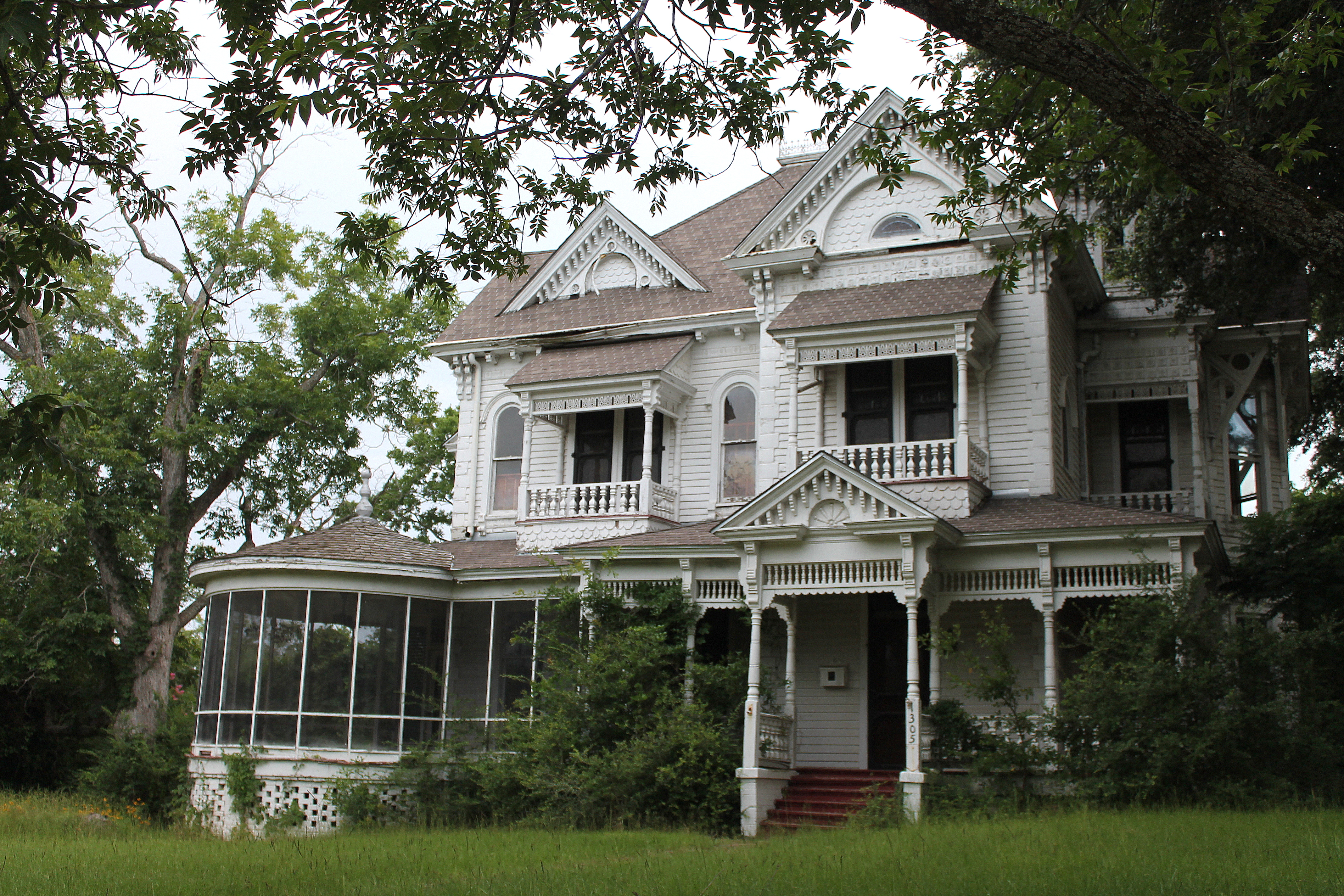
Historic Place in Palestine: William and Caroline Broyles House

Lokale Zeitungen in der Region sind der Palestine Herald-Press, welcher Dienstag bis Freitag sowie sonntags erscheint und der Frankston Citizen in Frankston. Der Palestine Herald-Press wurde 1849 unter dem Namen Palestine Advocat gegründet und ist mittlerweile Bestandteil der in Montgomery, Alabama ansässigen CNHI-Gruppe.
Zu den kulturellen Attraktionen der Stadt zählen das 1848 erbaute und mittlerweile als Museum genutzte Howard House, das Museum for East Texas Culture und die Carnegy Library. Als Historic Places ausgewiesen sind unter anderem: das Anderson County Courthouse in Palestine, der North Side Historic District, eine Reihe Gebäude sowie die Freeman Farm in Frankston. Darüber hinaus bietet die Region vor allem naturnahe Erholungsmöglichkeiten. Als Naturschutzgebiet ausgewiesen ist das Neches River National Wildlife Refuge. Hinzu kommen der Wildpark Big Lake Bottom Wildlife an der Grenze zum benachbarten Freestone County sowie das Gus Engeling WMA.
Was den Konsum alkoholischer Getränke anbelangt, zählt Anderson County zu den „Wet Counties“, in denen Verkauf und Ausschank keinen besonderen Beschränkungen unterliegen.